# 伊力多斯·阿合塔莫夫
伊力多斯·阿合塔莫夫（1952年—），塔塔尔族，中华人民共和国政治人物、第十一届全国政协委员。
担任新疆医科大学第一附属医院干部综合内二科副主任。2008年，当选第十一届全国政协委员，代表少数民族界，分入第四十九组。